# Gustav Holst
Gustav Theodore Holst (nascido Gustavus Theodore von Holst: Cheltenham  21 de Setembro de 1874 – Londres, 25 de Maio de 1934) foi um compositor inglês, arranjador e professor. Conhecido pelo seu trabalho orquestral, a suíte The Planets, compôs várias obras de diversos géneros, embora nenhuma tivesse o mesmo sucesso. O seu estilo distinto de composição era o resultado de muitas influências, incluindo o revivalismo folk inglês do início do século XX.
Nas três gerações anteriores da família Holst, também tinha havido músicos profissionais, e era claro que, desde cedo, ele iria seguir o mesmo caminho. Holst queria ser pianista, mas teve um problema inflamatório no seu braço direito. Apesar de alguma oposição do seu pai. Holst seguiu a carreira de compositor, estudando no Royal College of Music com Charles Villiers Stanford. Incapaz de viver apenas das suas composições, tocava trombone profissionalmente, e, mais tarde, tornar-se-ia professor — muito bom, de acordo com o seu colega Ralph Vaughan Williams. Para além de professor,  criou uma tradição de tocar no Morley College, onde foi o director musical entre 1907 e 1924. Foi o fundador de uma série de festivais de música Whitsun, que duraram desde 1916 até ao fim da sua vida. Os trabalhos de Holst eram tocados com frequência nos primeiros anos do século XX, mas foi só com o sucesso internacional The Planets, nos anos que se seguiram à Primeira Guerra Mundial, que ficou conhecido. Homem tímido, não se sentia bem com a fama, e preferia ficar sossegado para compor e ensinar.
Nos seus últimos anos de vida, o seu estilo descomprometido e pessoal de composição, era visto como austero, e a sua curta popularidade caiu. Ainda assim, Holst influenciou vários jovens compositores ingleses como Edmund Rubbra, Michael Tippett e Benjamin Britten. Para além de The Planets e de outros trabalhos, a sua música foi negligenciada até à década de 1980, data a partir da qual ficaram disponíveis muitas das suas gravações.

## Biografia
Seu nome original Gustavus Theodor von Holst, era filho de Adolph, um pianista de remota origem sueca, e Clara von Holst. Desde muito cedo respirou melodia e harmonia. Seu pai, Adolph, era um professor de música que dava mais atenção ao piano que à família.
Apesar de ter sofrido com a anemia e com a visão fraca na infância, aos treze anos já havia lido o Tratado de Instrumentação de Berlioz. Aluno de Charles Villiers Stanford no Colégio Real de Música, onde viria a ser professor de composição (1919), conheceu Ralph Vaughan Williams (1895), de quem se tornou grande amigo.

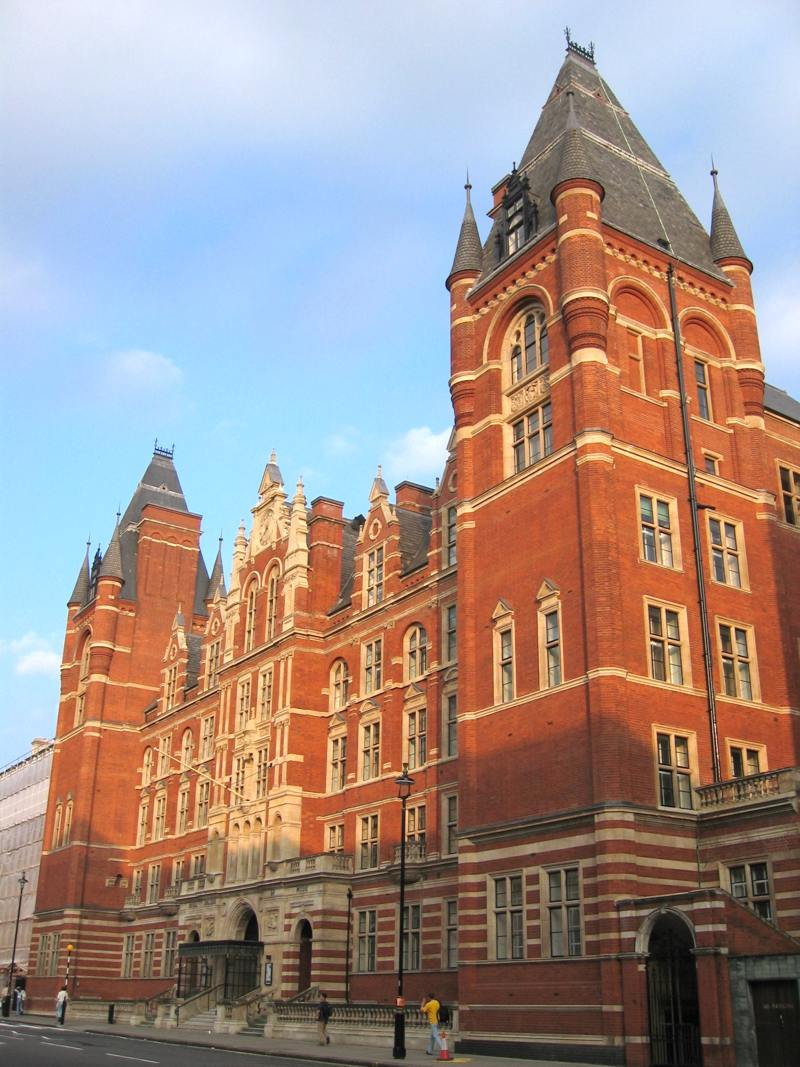
Royal College of Music.

De notável originalidade, sua forte personalidade deixava transparecer um espírito curioso. Interessou-se muito pelas civilizações orientais e pela literatura védica. Participou da orquestra da Ópera Carl Rosa, como primeiro trombone e na Ópera Escocesa e depois, foi organista da Ópera Real de Londres. Dedicando quase que integralmente ao ensino e pouco para a composição.
A influência mística em sua obra alcança o ponto culminante na composição coral The hymn of Jesus (1920), em que utilizou textos apócrifos do Novo Testamento. Mais tarde, começou a mostrar interesse pela produção folclórica de seu país, como mostra em sua ópera At the board’s head (1924).
Durante a década de 1920 sua música foi mais austera e incluiu o emprego da bitonalidade em obras como o Concerto para dois violinos (1929). Em seus últimos anos, voltou ao lirismo com Hammersmith (1931).

## Principais obras
- The Mystic Trumpeter (1904)
- Two Songs Without Words Op.22 (1906)
  1. Country Song
  2. Marching Song
- A Somerset Rhapsody (1907)
- Savitri ópera(1908)
- Primeira Suíte em Eb para Banda Militar (1909)
  1. Chaconne
  2. Intermezzo
  3. March
- Beni Mora (Oriental Suite) Op.29 No.1 (1909 – 1910)
  1. First Dance
  2. Second Dance
  3. Finale
- Two Eastern Pictures (1911)
- Segunda Suíte em F para Banda Militar (1911)
  1. March: Morris Dance, Swansea Town, Claudy Banks
  2. Song Without Words "I Love my Love"
  3. Song of the Blacksmith
  4. Fantasia on the "Dargason"
- Psalm 86 H.117 No.2 (Psalmo 86), (1912)
- Choral Hymns from the Rig Veda (1908 – 1912)
  1. First Group (for women's chorus and orchestra) (H.96)
    1. Battle Hymn
    2. To the Unknown God

  2. Second Group (for chorus and orchestra) (H.98)
    1. To Varuna (God of the Waters)
    2. To Agni (God of Fire)
    3. Funeral Chant

  3. Third Group (for women's chorus and harp) (H.99)
    1. Hymn to the Dawn
    2. Hymn to the Waters
    3. Hymn to Vena (Sun rising through the mist)
    4. Hymn of the Travelers

  4. Fourth Group (for men's chorus and orchestra (H.100)
    1. Hymn to Sama (the juice of an herb)
    2. Hymn to Manas (the spirit of a dying man)
- Two Eastern Pictures (for women's voices and harp) (H.112)
  1. Spring
  2. Summer
- St Paul's Suite Op.29 No.2 (Finale é um outro arranjo do 4° movimento na Segunda Suíte) (1913)
  1. Jig
  2. Ostinato
  3. Intermezzo
  4. Finale (The Dargason)
- Hymn to Dionysus Op.31 No.2(H.116) (1913)
- The Planets Suite Op. 32 (1916)
  1. Mars, the Bringer of War
  2. Venus, the Bringer of Peace
  3. Mercury, the Winged Messenger
  4. Jupiter, the Bringer of Jollity (main theme:"I Vow to Thee, My Country")
  5. Saturn, the Bringer of Old Age
  6. Uranus, the Magician
  7. Neptune, the Mystic
- The Hymn of Jesus (1917)
- Ode to Death 1919
- Short Festival Te Deum (H.145) (1919)
- The Perfect Fool Op.39 ballet (1918–1922)
- Fugal Concerto for Flute, Oboe & String Orchestra (1923)
- At the Boar's Head (1924)
- Egdon Heath, (1927)
- A Moorside Suite (1928)
  1. Scherzo
  2. Nocturne
  3. March
- Double Concerto Op.49 (1929)
  1. Scherzo/Allegro
  2. Lament/Andante
  3. Variations on a Ground
- The Wandering Scholar ópera, (1929 – 1930)
- Hammersmith: Prelude and Scherzo (1930)
- Lyric Movement (1933)
- Brook Green Suite (H.190) (1933)
  1. Prelude
  2. Air
  3. Dance